# Ramakrishna Math
Ramakrishna Math (en español Comunidad Monástica Ramakrishna) es una comunidad monástica religiosa vedantica del hinduismo con la sede en el monasterio de Belur en Bengala Occidental (India) al igual que su organización gemela Misión Ramakrishna (Ramakrishna Mission). Es una comunidad monástica para hombres formada por monjes (sanniasins y brahmacharis). Creada por jóvenes discípulos de en Sri Ramakrishna bajo el liderazgo de Swami Vivekananda después de la muerte de su maestro en 1886. Sri Sarada Devi tuvo un papel clave con la creación de la Orden Ramakrishna durante los primeros días. Cuando los jóvenes monjes no tenían dinero, los alentaba e inspiraba.
A pesar de que la Ramakrishna Math y Ramakrishna Mission son legal y financieramente diferentes están muy interrelacionadas y por eso se consideran organizaciones gemelas. En 2016 tenía 181 centros en todo el mundo: 136 en la India, 13 en EE. UU., 13 en Bangladés, 2 en Rusia y uno en Argentina, Australia, Brasil, Canadá, Fiyi, Francia, Alemania, Japón, Malasia, Mauricio, Nepal, Países Bajos, Singapur, Sudáfrica, Sri Lanka, Suiza y Reino Unido. Y 33 subcentros adjuntos en algunos de estos centros; además de estos , hay alrededor de mil centros no afiliados (popularmente llamados "centros privados") en todo el mundo creados por devotos y seguidores de Sri Ramakrishna y Swami Vivekananda.
El monasterio, en un primer momento, se situó en la ciudad de Baranagar, con el nombre Baranagar Math. Seguidamente se instaló en el Alambazar Math entre el 1892 y 1898, a media milla del Templo Dakshineshwar. Casa que había sido visitada por Sri Ramakrishna. Posteriormente, brevemente y de forma temporal se instaló en el jardín de Nilambar Mukherjee, ubicado por debajo del asentamiento del Belur Math. Y finalmente en enero de 1899 se trasladó a una parcela de reciente adquisición en Belur, al distrito de Howrah. Este monasterio sirve como Casa Madre para todos los monjes de la Orden de Ramakrishna que viven en los diferentes centros de todo el mundo de la Ramakrishna Math o de la Misión Ramakrishna.
Ramakrishna reunió y formó un grupo de jóvenes discípulos, algunos de ellos también fueron bendecidos con la ropa monástica por parte del propio Ramakrishna. Este grupo fue liderado por Narendranath, más tarde conocido como Vivekananda. Fueran todos estos discípulos quienes formaron el núcleo del nuevo orden monástico. Swami Vivekananda y otros quince fueron los fundadores de este orden. Después de tomar los votos monásticos formales a través de rituales apropiados asumieron nuevos nombres (lista ordenada en función de la edad):
- Gopal - Swami Advaitananda (1828-1909)
- Taraknath - Swami Sivananda (1854-1934)
- Baburam - Swami Premananda (1861-1918)
- Yogindra - Swami Yogananda (1861-1899)
- Harinath - Swami Turiyananda (1863-1922)
- Narendranath - Swami Vivekananda (1863-1902)
- Rakhal - Swami Brahmananda (1863-1922)
- Sasibhusan - Swami Ramakrishnananda (1863-1911)
- Gangadhar - Swami Akhandananda (1864-1937)
- Kaliprasad - Swami Abhedananda (1866-1939)
- Saratchandra - Swami Saradananda (1865-1927)
- Saradaprasanna - Swami Trigunatitananda (1865-1914)
- Subodhachandra - Swami Subhodananda (1867-1932)
- Hariprasanna - Swami Vijnanananda (1868-1938)
- Latu - Swami Adbhutananda (muerto el 1920)
- Nityaniranjan - Swami Niranjanananda (muerto el 1904)

## Lema y logotipo
El lema y el logotipo fueron creados por en Swami Vivekananda. El lema es आत्मनो मोक्षार्थम् जगद्धिताय च (Atmano Mokshartham jagaddhitaya can) que significa Por la liberación del Yo y al servicio a la sociedad. El logotipo se creó a partir del lema. Consiste en un elegante cisne con un sol naciente de fondo, rodeado de aguas onduladas, de las cuales ha surgido una bella flor de loto junto con un par de hojas. Toda imagen está rodeada por una serpiente encapuchada.
Swami Vivekananda explicó el imaginario en los siguientes términos: "Las aguas ondulades de la imagen son simbólicas del Karma, el loto, de Bhakti y el sol ascendente de Jnana. La serpiente envolvente es indicativa del Yoga y el despertar de la Kundalini Shakti, mientras que el cisne de la imagen representa Paramatman (Supremo Ser). Por lo tanto, la idea de la imagen es que por la unión del Karma, Jnana, Bhakti y Yoga, se obtiene la visión de Paramatman ".

## Presidentes de la Ramakrishna Math y la Misión Ramakrishna
Lista de los presidentes (líderes espirituales) de la orden monástica Ramakrishna. Desde el 1901 se deja de utilizar el término "presidente general" por "presidente":
- Swami Vivekananda (1897 -1901) (fundador y presidente general)

Presidentes:
1. Swami Brahmananda (1901-1922)
2. Swami Shivananda (1922-1934)
3. Swami Akhandananda (1934-1937)
4. Swami Vijnanananda (1937-1938)
5. Swami Shuddhananda (1938-1938)
6. Swami Virajananda (1938-1951)
7. Swami Shankarananda (1951-1962)
8. Swami Vishuddhananda (1962-1962)
9. Swami Madhavananda (1962-1965)
10. Swami Vireshwarananda (1966-1985)
11. Swami Gambhirananda (1985-1988)
12. Swami Bhuteshananda (1989-1998)
13. Swami Ranganathananda (1998-2005)
14. Swami Gahanananda (2005-2007)
15. Swami Atmasthananda (2007–2017)